# Xmal Deutschland
Xmal Deutschland – niemiecka grupa muzyczna założona w Hamburgu w 1980 roku w składzie Anja Huwe (śpiew), Manuela Rickers (gitara), Fiona Sangster (instrumenty klawiszowe), Rita Simon (gitara basowa) i Caro May (perkusja). Twórczość zespołu inspirowana była nagraniami Siouxsie and the Banshees. Zespół koncertował m.in. z Cocteau Twins i The Stranglers.

## Skład zespołu[3][4]

### Rok 1980
- Anja Huwe - śpiew
- Manuela Rickers - gitara elektryczna
- Rita Simon - gitara basowa
- Fiona Sangster - instrumenty klawiszowe
- Caro May - perkusja

### Rok 1982
- Anja Huwe - śpiew
- Manuela Rickers - gitara elektryczna
- Wolfgang Ellerbrock - gitara basowa
- Fiona Sangster - instrumenty klawiszowe
- Manuela Zwingmann - perkusja

### Rok 1983
- Anja Huwe - śpiew
- Manuela Rickers - gitara elektryczna
- Wolfgang Ellerbrock - gitara basowa
- Fiona Sangster - instrumenty klawiszowe
- Peter Bellendir - perkusja

### Rok 1988
- Anja Huwe - śpiew
- Wolfgang Ellerbrock - gitara basowa
- Frank Ziegert - gitara elektryczna

### Rok 1989
- Anja Huwe - śpiew
- Frank Ziegert - gitara elektryczna
- Wolfgang Ellerbrock - gitara basowa
- Henry Staroste - instrumenty klawiszowe

## Dyskografia

### Albumy
- 1983 Fetisch
- 1984 Tocsin
- 1987 Viva
- 1989 Devils

### Single
- 7" Großstadtindianer - Zick-Zack Schallplatten ZZ 31
- 12" Incubus Succubus - Zick-Zack Schallplatten ZZ 110
- 12" Qual - 4AD Records BAD 305
- 7" Incubus Succubus II - 4AD Records AD 311
- 12" Incubus Succubus II - 4AD Records BAD 311
- 7" Sequenz - Red Rhino RRE-1
- 12" Sequenz - Red Rhino RRET-1
- 12"/CD The Peel Sessions (30.04.85)- Strange Fruit SFPS017
- 7" Matador - eXile XMAL 107
- 12" Matador - eXile XMAL 112
- 7" Sickle Moon - eXile XMAL 207
- 12" Sickle Moon -eXile XMAL 212
- 12" Dreamhouse - Metronome 871543-1
- 12" I'll be near you - Metronome 889709-1